# Grotte Lyell
La grotte Lyell, précédemment appelée Grande caverne d’Engihoul, est située sur le territoire d’Éhein (commune d’Engis) dans la province de Liège en région wallonne. Elle fait partie d'un ensemble de cavernes découvertes et explorées par Philippe-Charles Schmerling en 1831, puis par divers chercheurs dont le géologue britannique Sir Charles Lyell, un des fondateurs de la géologie moderne au début du XIXe siècle, qui la visita en 1860.
Elle constitue avec la grotte de Rosée un patrimoine immobilier exceptionnel de la Wallonie, classé depuis le 8 juillet 1977, accessible uniquement aux chercheurs. 
Elle abrite différents cavernicoles et l’unique coléoptère troglobie de Belgique, Tychobythinus belgicus.

## Situation
La grotte Lyell est située à Éhein en bordure du vallon d'Engihoul où court le ruisseau du même nom longé par la route des 36 tournants, dans un synclinal formé dans les calcaires du Viséen, à proximité de la carrière du Lion.

## Dénomination

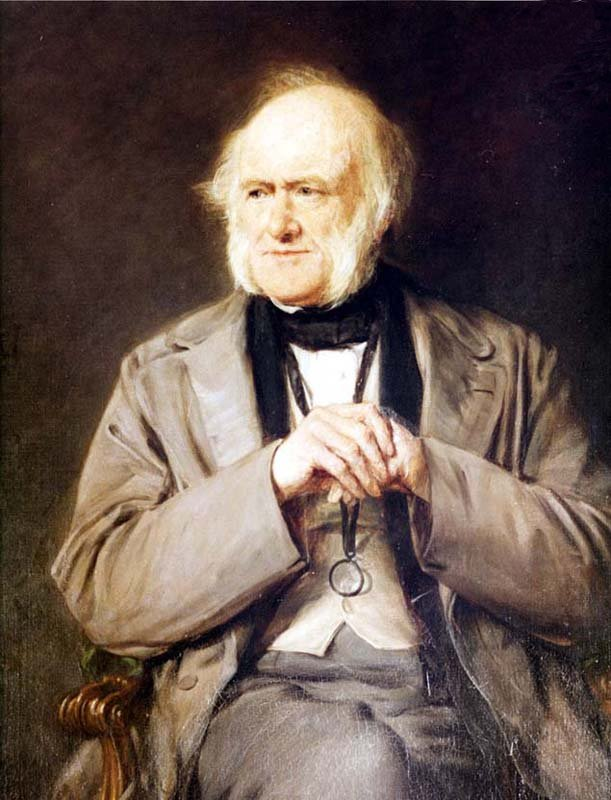
Portrait de Charles Lyell.

Philippe-Charles Schmerling parle de ses fouilles dans les « cavernes d’Engihoul » dans son livre Recherches sur les ossemens fossiles découverts dans les cavernes de la province de Liège, paru deux ans après l’exploration de l’endroit.
Il rencontre en 1833 le géologue Charles Lyell, de passage à Liège, et lui expose sa théorie de l’homme fossile ; Lyell est suffisamment intéressé pour la citer dans ses Principes de géologie l’année suivante, mais, de son propre aveu, sans lui attribuer l’importance qu’il lui accordera plus tard.
En 1860, Lyell revient à Liège et se décide à examiner « la caverne d’Engihoul » avec l’aide du professeur belge Constantin Malaise, de l'Institut agricole de l'État à Gembloux, qui lui fait explorer une caverne différente de celle de Schmerling.
C’est en hommage à cette visite que cette caverne-là est appelée au XXe siècle « grotte Lyell », après avoir été aussi dénommée « Grande Caverne d’Engihoul » dans la somme monumentale que constituent Les Cavernes et les rivières souterraines de la Belgique de E. Van den Broeck, É.-A. Martel et Ed. Rahir.

## Description
Selon la description établie en 1910, la grotte possède deux entrées : l’une à l’ouest (en B sur le schéma), formée de deux couloirs dont l'un était fermé par le magasin à poudre de la carrière en 1910, l’autre (A) à l’est, à la base de la muraille rocheuse du ravin d'Engihoul, à 13 m au-dessus de la Meuse. Très étroit et difficile d’accès, ce passage a ensuite été élargi et nivelé.

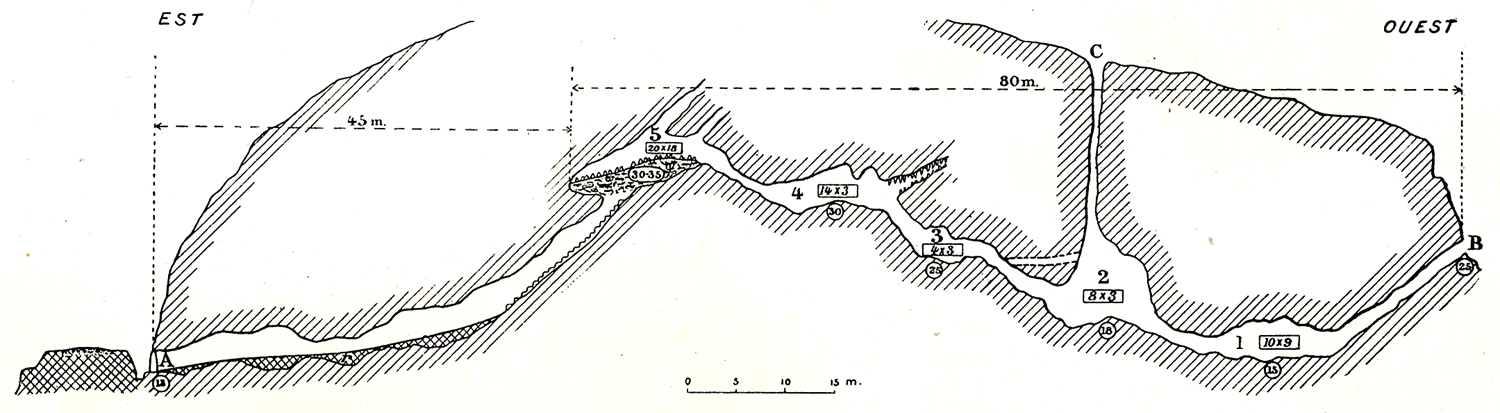
Coupe longitudinale de la Grande Caverne d’Engihoul, telle que publiée dans E. Van den Broeck, É.-A. Martel et Ed. Rahir, Les cavernes et les rivières souterraines de la Belgique étudiées spécialement dans leurs rapports avec l'hydrologie des calcaires et avec la question des eaux potables, T. II Les calcaires carbonifériens du bassin de Dinant et coup d'œil sur le bassin de Namur, H. Lamertin, Bruxelles, 1910.

D’ouest en est, cinq salles se succèdent, au fil d’étroits passages :
1. la salle la plus basse (10 m plus bas que l'entrée), de 10 m L x 9 m l ;
2. la « salle de la Lune » de 8 m L x 3 m l. Ce nom lui a été donné par M. Doudou en raison de l'effet lumineux donné par le sommet de la cheminée de la diaclase qui débouche (en C sur le schéma) au sommet du massif ;
3. la « salle des Nutons », de 4 m L x 3 m l, d’où part la « Galerie des Stalactites », couloir ascendant vers l'ouest totalement obstrué par les concrétions ;
4. la « salle du Cône », de 14 m L x 3 m l, ainsi nommée à cause du cône régulier formé au plafond par la masse rocheuse ;
5. la « grande salle », de 20 m L x 18 m l x 3 à 4 m h, avec deux cheminées obliques à l'aplomb desquelles se trouvent la plus grande épaisseur de dépôts meubles contenant des ossements.  Il s’agit là d’un probable charnier d'une soixantaine d'ours et d'une cinquantaine de sangliers, formé par la pénétration des eaux de surface qui ont périodiquement submergé les cavités souterraines.

## Fouilles successives

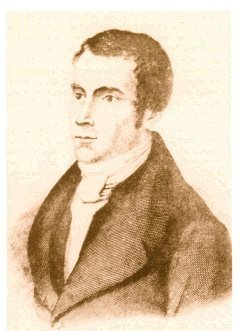
Le docteur Philippe-Charles Schmerling

L’ensemble de la zone d’Engihoul est truffé d’excavations ; outre l'ensemble Grotte Lyell et de Rosée, on peut citer, d’après Ernest Doudou, la « grotte du Mort » (restes d’un adolescent de 15 à 17 ans), le « Trou des néolithiques » pavé de dalles de grès de l’époque romaine, le « Trou des Bohémiens » (ainsi appelé car des Bohémiens y passaient souvent la nuit à la fin du XIXe siècle), le « Trou des corbeaux » que l’on n’atteint qu’encordé où furent trouvés 4 pointes de flèches en silex, l’« Abri des Rhinocéros » à deux niveaux ossifères.
Schmerling, qui n'a pas exploré la totalité des cavernes, y a trouvé une mâchoire inférieure d’homme, une vertèbre lombaire, des phalanges, métacarpiens et métatarsiens et de nombreux fragments d’os humains, lui permettant de conclure à la présence des restes de trois individus distincts. Il y avait aussi des os d’ours, de blaireau, de ruminants, de glouton, de renard et d’oiseaux.
Le professeur Joseph Antoine Spring, de l'université de Liège, a précédé en 1853 la visite de Charles Lyell et Constantin Malaise en 1860. Ce dernier a exhumé pour sa part des fragments de crânes humains ensuite mesurés, étudiés et comparés par E.-T. Hamy. De Puygt et Lohest, membres de la Société d’anthropologie de Bruxelles, ont trouvé pas mal de silex taillés néolithiques. En 1894, le professeur de paléontologie à l’université de Liège Julien Fraipont a extrait des ossements d’animaux et des haches en silex. Des particuliers ont aussi fouillé le site au profit de leurs collections personnelles.
Dans les années 1890 encore, Ernest Doudou a découvert de nouvelles cavités recelant des ossements humains et d’animaux, des silex taillés, des fragments de poteries, des os travaillés, des objets en bronze et fer, des traces d’anciens foyers, le tout provenant de diverses époques, ce qui l’a amené à penser que les grottes ont été occupées du Paléolithique au Moyen Âge, en passant par les époques intermédiaires dont la romaine ; la plupart de ces vestiges ont été déposés à l’université de Liège.

## Classement comme patrimoine exceptionnel
La grotte Lyell est classée avec celle de Rosée (les deux ne formant en fait qu’un seul et même site) patrimoine immobilier exceptionnel de la Wallonie, au titre de « site souterrain de caractère exceptionnel », par l'arrêté du 8 juillet 1977.
Elle n'est accessible qu'aux chercheurs car l'ouverture aux touristes et aux spéléologues entraînerait une modification de l'équilibre naturel du biotope, par des changements de température et d'éclairage, le piétinement de l'argile et l'apport d'éléments nutritifs qui profitent à certaines espèces.
Propriété, à l’époque, de la SA Carmeuse, elle a été cédée par celle-ci, en 1999, à l’asbl Les Chercheurs de la Wallonie pour le franc symbolique.
Les grottes sont désormais inaccessibles au public, leur accès ayant été remblayé pour leur préservation à la suite d'un dernier reportage cinématographique.

### Patrimoine biologique
La grotte Lyell est relativement peu intéressante sur le plan de la paléontologie mais présente, sur celui de la biodiversité, des attraits exceptionnels qui ont été mis en évidence au XXe siècle par divers biospéologues (dont Robert Leruth en 1939). Ils y ont répertorié une dizaine de troglobies dans plus de 70 espèces d'invertébrés dont certaines ont été considérées comme endémiques de la grotte :
- Microniphargus leruthi, qui a été repéré ensuite dans une grotte allemande ;
- Tychobythinus belgicus, découvert dans les années 1940 et qui a été repéré ensuite à Ramioul en 1998 et dans la grotte Nicole, troglobie sans doute récent car possédant encore de minuscules yeux.

Le diploure Litocampa hubarti, découvert en juin 1999, semblait jusqu’en 2000, ne pas exister ailleurs.
On y a aussi trouvé :
- Porrhomma microphthalmum[13], une araignée ;
- Schellencandona triquetra[13], un crustacé ostracode ;
- Niphargus fontanus[13], un crustacé amphipode ;
- Deharvengiurus severini[13], un collembole ;
- Plutomurus unidentatus[13], un collembole ;
- Lengersdorfia flabellata[13], un insecte de l'ordre des diptères.

Certains de ces cavernicoles, comme Proasellus hermallensis ont été élevés, pour étude, au laboratoire de biologie Souterraine de Ramioul (LBSR), fondé en 1961 par Jean-Marie Hubart.